# Денисов, Пётр Владимирович
Пётр Влади́мирович Дени́сов (28 августа 1928, Бахтигильдино, Батыревский район, Чувашская АССР — 24 апреля 2014, Чувашская Республика) — советский и российский историк. Доктор исторических наук, профессор.

## Биография и научная деятельность
Пётр Денисов родился в многодетной крестьянской семье, все дети которой получили высшее образование. По окончании средней школы Пётр поступил на исторический факультет Казанского университета, который закончил в 1949 году с дипломом историка.
В 1952 году окончил аспирантуру Института языка, литературы и истории Казанского филиала АН СССР по специальности «этнография». Его научным руководителем был доктор исторических наук, профессор Н. И. Воробьёв. В том же году Денисов поступил работать в Чувашский государственный институт гуманитарных наук. По прошествии четырёх лет работал в Чувашском книжном издательстве в должности главного редактора.
С 1962 по 1967 год работал в Чувашский государственный педагогический университет имени И. Я. Яковлева в качестве старшего преподавателя и доцента кафедры истории.
В 1967 году становится преподавателем нового Чувашского государственного университета имени И. Н. Ульянова. 1973 году защитил докторскую диссертацию. С 1967 по 1980 год был председателем Чувашского филиала Географического общества СССР.
С 1973 по 1988 год руководил кафедрой истории СССР в ЧГУ. Состоял членом правления Российского фонда культуры, а с 1989 года возглавлял его отделение в Чувашской АССР.
1990—2002 годах был руководителем кафедры археологии, этнографии и региональной истории в ЧГУ. По его инициативе в университете создан музей этнографии народов Чувашии.
Скончался 24 апреля 2014 года в Чебоксары.

## Память
Похоронен в зоне почётных захоронений Яушского кладбища города Чебоксары.
Биография Денисова П. В. включена в справочник Кембриджского университета «Кто есть кто», Великобритания, 1994.

## Семья
Жена — Розалия Тарасовна, по профессии историк.
Одна из двух дочерей — Нарспи Петровна Зильберг, доктор наук, социолог, преподаватель и научно-исследовательский работник Еврейского и Бар-Иланских университетов. Израиль.
Трое внуков. Один из них — историк Пётр Зильберг живёт в Израиле.

## Научные труды
- Религиозные верования чуваш. Историко-этнографические очерки. Чебоксары, 1959. 408 с.
- Данные этнографии к вопросу о происхождении чувашской народности, 1967
- Этнокультурные параллели дунайских болгар и чувашей. Чебоксары, 1969
- Религия и атеизм чувашского народа. Чебоксары, 1972
- Н. Я. Бичурин. Очерк жизни и творческой деятельности ученого-востоковеда. Чебоксары, 1977. 126 с.
- Чуваши // БСЭ. Изд. 3. М., 1978. Т. 29
- Древнетюркские черты в религиозных верованиях чувашей. 1979
- Никифор Охотников. Очерк жизни и творческой деятельности. Чебоксары, 1986. 127 с.
- Жизнь монаха Иакинфа Бичурина. Чебоксары, 1997
- И. Д. Кузнецов — неутомимый ученый, труженик исторической науки // И. Д. Кузнецов — ученый, педагог, человек, переживший репрессии 30-40-х гг. XX в. М., 2006. С. 42-46;
- Болгария глазами чувашского этнографа. Страницы воспоминаний. Чебоксары, 2006. Ч. 1. С. 48-65
- Слово о монахе Иакинфе Бичурине. Изд. 2-е, доп. Чебоксары, 2007. 335 с[1].

## Награды
- Почётные грамоты Президиума Верховного Совета Чувашской АССР,
- медаль «За доблестный труд в годы Великой Отечественной войны»,
- юбилейная медаль в честь 100-летия В. И. Ленина,
- почётное звание «Заслуженный деятель науки Чувашской АССР» (1980),
- лауреат Государственной премии Чувашской Республики в области науки за 1997 год.